# Юха (демон)
Юха  — злой демон в башкирской и татарской мифологии. Связан с водной стихией. Под именем Ювха встречается также в мифологии хорезмийских туркмен и узбеков.

## История
Персонаж Юха встречается в сказках, эпосе «Урал-батыр», народных поверьях и др.
По поверьям, в Юха превращается аждаха, доживший до 500—1000 лет (Аждаха не доживает до возраста Юха, так как облака уносят его на гору Кафтау).
В башкирском языке сохранились образные выражения, связанные с Юхой: «юха йылан» (коварный человек), «юхаланыу» (притворяться, лицемерить), «юхалыҡ» (лицемерие). Юха встречается в мифологии и других тюркских народов.

## Характеристика
В мифологии Юха пожирает людей; является в образе человека или животного. Обернувшись красивой девушкой, выходит замуж за первого попавшегося мужчину, и потихоньку пьёт из него кровь, отчего тот истощается и умирает.
По ночам Юха в облике змеи ползёт к реке утолить жажду, поэтому для разоблачения Юха кормят солёной пищей.
Приметами Юха являются отсутствие пупка или наличие дыр под мышками. Уничтожить Юха можно предав огню; пепел от сожжённого Юха считался целебным и использовался для лечения глазных болезней.
В мифологии туркмен и узбеков Хорезма, а также казанских татар, Юха или Ювха — красивая девушка, в которую превращается дракон, прожив тысячу лет. Выходя замуж за не очень умного человека, Юха ставит ряд условий: не заставлять её мыть посуду, не смотреть, как она причёсывается и не гладить её по спине. Если муж увидит причёсывающееся Юху, то увидит, как она снимает голову и ставит её на тумбочку, если погладит по спине, обнаружит змеиную чешую. Если Юха не будет мертва в течение сорока дней после свадьбы, она съест супруга. Убить Юху можно лишь в безводном месте (кухни и ванные для этого не подходят).

## В науке
В честь Юхи назван род плезиозавров (вымерших морских рептилий) Jucha, описанный в 2020 году по ископаемым остаткам из нижнемеловых отложений Ульяновской области, Россия.